# Orquesta Sinfónica de México
La Orquesta Sinfónica de México fue una agrupación orquestal fundada por la artista y promotora cultural Antonieta Rivas Mercado y dirigida por el compositor mexicano Carlos Chávez en 1928 en la Ciudad de México, la cual constituyó la base del desarrollo de la música mexicana en el siglo XX.

## Historia
A lo largo de la historia musical de México no se había contado con la presencia de una orquesta permanente que organizara programas de conciertos regulares o semanales, que dieran impulso a la vida musical en México. Algunas orquestas ya se habían fundado, como la orquesta Beethoven a principios del siglo XX, dirigida por Julián Carrillo, que ofrecía conciertos esporádicos. La antigua Orquesta Sinfónica Nacional de México, operó de manera intermitente entre 1913 y 1922, bajo la batuta de los maestros Jesús Acuña y Manuel M. Ponce, además del mismo Carrillo. La precaria situación económica y musical en el país no profesionalizó la música ni fortaleció las academias musicales hasta finales de la década de 1920. Esta situación fue la causa del rezago histórico de México en la creación de un repertorio orquestal en todas sus modalidades: sinfonías, conciertos, ballets, ópera. 
Como señala Otto Mayer-Serra, hasta bien entrado el siglo XX, México no había producido ninguna obra orquestal de relevancia, ninguna sinfonía o concierto digno de mención, más allá de las incursiones de Melesio Morales y Ricardo Castro. Tampoco existía el público de concierto, asistente a los programas sinfónicos con las grandes sinfonías y conciertos del repertorio. Al terminar la Revolución Mexicana el Estado emprendió una revolución educativa y cultural en gran parte por medio de las artes e impulsada en gran medida en la figura de José Vasconcelos. El Estado comenzó a institucionalizar al país y decidió así emprender un desarrollo cultural sin precedentes. Carlos Chávez había regresado decepcionado de un viaje de estudios de Europa además de realizar constantes viajes a Estados Unidos y una vez regresando a México se encontró en un momento propicio donde las fuerzas políticas y sindicales le favorecieron. Chávez se había entusiasmado con el jazz norteamericano e intentó difundirlo entre la comunidad musical. 
Entre este círculo se encontraba un sindicato de filarmónicos que indujeron a Chávez a que creara una orquesta sinfónica. Alineándose con las tendencias políticas en boga y junto con este sindicato fundó la Orquesta sinfónica de México siendo él el director titular, creándose así la primera orquesta permanente en su especie en México, y que estaba patrocinada a su vez por la iniciativa privada. La OSM nació a fines de 1928 como una cooperativa de los músicos del Sindicato de Filarmónicos del Distrito Federal, y Chávez, nombrado director oficial por el secretario general, la dotó de un consejo directivo. Gozaba de un subsidio reducido por parte del gobierno, por lo que el Consejo directivo, con Chávez como principal, hizo suya la empresa y promovía cada año una campaña publicitaria de manera personal entre representantes de la banca, la industria y el comercio, una labor de promoción entre distinguidos intelectuales de la ciudad y una campaña de sensibilización para el público aficionado. Según comentó Chávez:

La Sinfónica de México se sustentó sobre los principios de una organización privada, según el modelo de las organizaciones sinfónicas que han existido desde hace mucho tiempo en otros países, principalmente en los Estados Unidos... Las organizaciones nacionales anteriores a la Orquesta Sinfónica de México no tenían más fuente económica que los fondos públicos. Las organizaciones privadas, según cuyo modelo se fundó la Orquesta Sinfónica de México, no tienen más fuente económica que las entradas de taquilla y los donativos o subvenciones de particulares, interesados personalmente en el desarrollo de las actividades culturales del país. La Orquesta Sinfónica de México ha tenido subvenciones del gobierno. El gobierno fue su mecenas principal.
Carlos Chávez

En el transcurso de casi diez años la orquesta interpretó gran parte de las obras más importantes del repertorio internacional así como a los compositores contemporáneos y mexicanos más importantes del momento y fue a su vez el motor de la creación de la gran mayoría del repertorio mexicano orquestal del siglo XX. La orquesta atrajo la atención internacional siendo dirigida por Stravinski entre otros grandes músicos del siglo y en 1947 la orquesta se transformó en la Orquesta Sinfónica Nacional que es la representativa del país en la actualidad. Al aglutinar a una serie de compositores mexicanos, la orquesta se convirtió en el único medio importante de los compositores para plasmar sus ideas nacionalistas y vanguardistas convirtiéndose así la música orquestal prácticamente en el único género abordado de los compositores mexicanos ya que no contaron con buenos conjuntos de cámara, así como bailarines o compañías de ópera que pudieran generar un cuerpo fuerte de música de cámara (cuartetos de cuerda, quintetos, etc) o de ópera durante mucho tiempo. 

### Objetivos y procedimientos
En sus escritos Chávez había propuesto la creación de un arte útil dirigido a las clases obreras y trabajadoras. La orquesta era el medio idóneo para la realización de su objetivo. En los programas de la orquesta el público debía votar por las obras que le agradaban. De inmediato Chávez se encontró con una inmensa tarea. Una era la supervisión de las secciones de la orquesta y otra la programación de los conciertos. Para este derroche decidió traer de Estados Unidos al genial compositor mexicano Silvestre Revueltas con quien ya se había relacionado y que sólo se había dado a conocer como violinista. Se interpretaron obras de Stravinski, Debussy, Falla, Milhaud, Honegger, Satie, Prokófiev, Ravel, Schoenberg entre otros además de las propias obras de Chávez y Revueltas. El público gustaba de Petrushka de Stravinski, además de Haydn y Beethoven. En cambio las obras de Chávez y Revueltas eran recibidas con cierta repulsión. Entre las obras que fueron estrenadas en esta orquesta se encuentran Sensemayá de Silvestre Revueltas en 1938, el Huapango de José Pablo Moncayo.
En un artículo Chávez comentó:

...La Orquesta Sinfónica de México es una institución cultural cuya misión fundamental consiste en difundir la música entre los habitantes del país, contribuyendo en esta forma a la educación del pueblo. No fue sino hasta el año de 1930 cuando la Orquesta Sinfónica de México organizó los primeros festivales de música sinfónica para el provecho y crecimiento cultural de las clases obreras y trabajadoras. Carlos Chávez

### Rivalidad entre Chávez y Revueltas
En 1935 el director fílmico Paul Strand arribó a México para realizar un cortometraje sobre la difícil condición laboral de los pescadores de Alvarado, Veracruz y decidió delegarle la composición de la partitura a Chávez. Por diversas causas, Chávez dimitió del proyecto y le otorgó la tarea a Revueltas. La carrera de Revueltas iba en rápido ascenso y la composición de la partitura del que se convertiría en el largometraje Redes, le dio prestigio internacional. Redes se convirtió en una de las partituras fílmicas más extraordinarias del siglo XX. Por esta época y por causas que no son muy claras, Chávez eliminó el nombre de Revueltas como asistente de la orquesta y no se volvió a programar una obra de él. Revueltas en cambió fundó una orquesta similar con el nombre de Orquesta Sinfónica Nacional que nada tiene que ver con la actual. Ambas orquestas tenían a los mismos músicos.